# اسنافتوکوینون

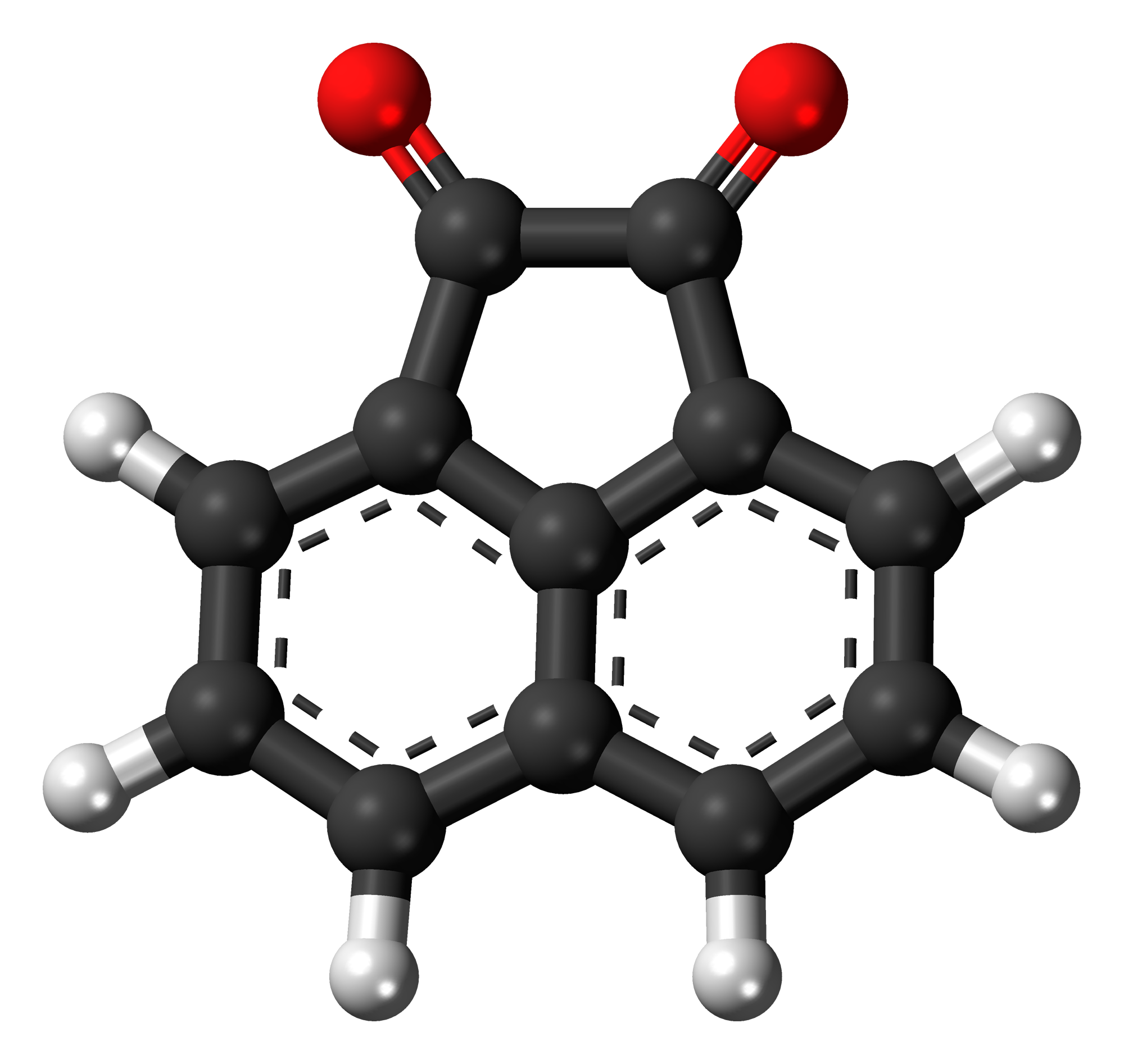
مدل گلوله و میله اسنافتوکوینون (C12H6O2)

اسنافتوکوینون (به انگلیسی: Acenaphthoquinone) یک ترکیب شیمیایی با شناسه پاب‌کم ۶۷۲۴ است. شکل ظاهری این ترکیب، پودر بلورهای زرد و بنفش است.